# Hypochrysops theonides
Hypochrysops theonides är en fjärilsart som beskrevs av Smith 1894. Hypochrysops theonides ingår i släktet Hypochrysops och familjen juvelvingar. Inga underarter finns listade i Catalogue of Life.